# カール・ヒューイット
カール・ヒューイット（Carl E. Hewitt、? - 2022年12月7日）は、マサチューセッツ工科大学(MIT)の電気工学・計算機科学科の名誉准教授。

## 業績
ヒューイットは世界初の人工知能向けプログラミング言語 Planner の設計で知られている。Planner は手続き的計画に基づいた言語であり、表明とゴールからパターンに基づいて手続きを呼び出す。ヒューイットは1971年、マービン・ミンスキー、シーモア・パパート、Mike Peterson の指導の下で数学の学位を取得した。彼の高レベルな手続き的計画という形式の「手続き的知識の埋め込み」という方法論は、ジョン・マッカーシーの提唱した論理学的手法（数理論理学による宣言的知識表現）とは一線を画していた。Planner のサブセット Micro Planner は Gerry Sussman、Eugene Charniak、テリー・ウィノグラードが実装した。これはウィノグラードの有名な SHRDLU プログラムに使われ、Eugine Charniak の自然言語ストーリー理解や他のいくつかのプロジェクトに使われた。
Mike Peterson との共同研究で、ヒューイットは再帰呼び出しが繰り返し(iteration)よりも強力であることと、並列処理が再帰よりも強力であることを証明した。Henry Baker との共同研究で、彼は計算に関する物理法則を発表した。その法則はデイナ・スコットが計算機能の連続性判定基準を導出する元となった。彼はコルーチンが再帰よりも強力であることを証明し、並行性が並列的コルーチンよりも強力であることを証明した。
ヒューイットと彼の同僚や学生はアクターモデルに関する業績でも知られている。アクター(Actor)とは並行計算の汎用的基本要素である。アクターモデルに影響を与えたものとして、LISP、Simula、Capability-based system、パケット通信、初期のSmalltalkが挙げられる。
ヒューイットは、Bill Kornfeld と共同で Scientific Community Metaphor を開発した。他にも、ガベージコレクション、プログラミング言語の設計と実装、マルチエージェントシステム、矛盾許容論理などについても貢献している。
その後ヒューイットは、社会学、人類学、組織科学(organization science)、科学哲学、サービス科学(services science)を情報学に取り込む研究を行ってきた。また、彼は超並列性にも興味を持っている。